# The Planter's Wife

The Planter's Wife é um filme mudo estadunidense de curta metragem, do gênero dramático, lançado em 1908, escrito e dirigido por D. W. Griffith.

## Elenco
- Arthur V. Johnson
- Claire McDowell
- Harry Solter
- Florence Lawrence
- George Gebhardt
- Linda Arvidson
- Charles Inslee